# Plochingen

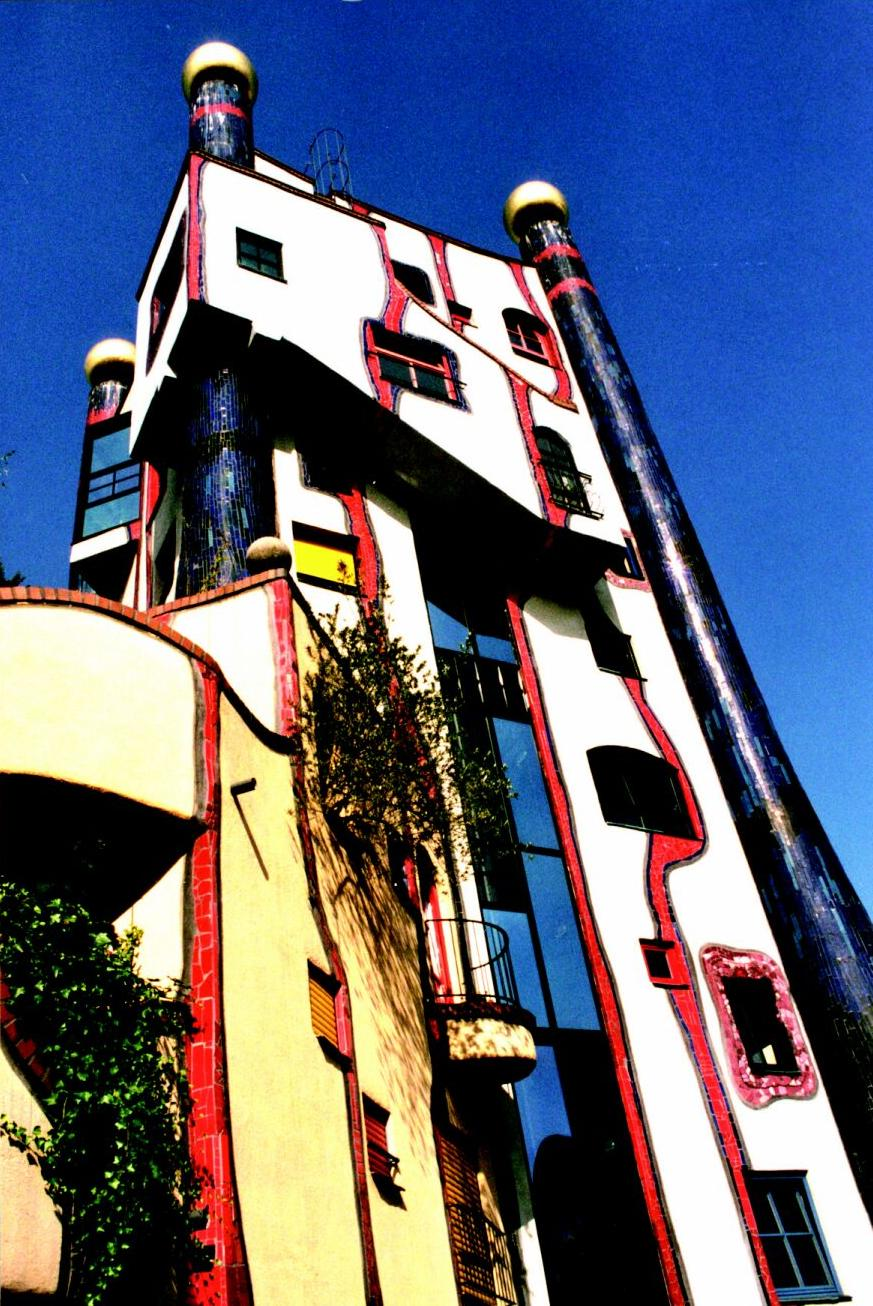
Dom Hundertwasserhaus

Plochingen – miasto w Niemczech, w kraju związkowym Badenia-Wirtembergia, w rejencji Stuttgart, w regionie Stuttgart, w powiecie Esslingen, siedziba związku gmin Plochingen. Leży przy ujściu rzeki Fils do Neckar, ok. 9 km na wschód od Esslingen am Neckar, przy drodze krajowej B10.

## Dzielnice
- Filsgebiet
- Lettenäcker
- Lettenäcker II
- Plochinger Hang
- Plochinger Stadt
- Pfostenberg
- Stumpenhof

## Współpraca
Miejscowości partnerskie:
- Landskrona, Szwecja
- Oroszlány, Węgry
- Zwettl-Niederösterreich, Austria

## Transport
W mieście znajduje się stacja kolejowa Plochingen.